# Vales Occitanos

Mapa dos vales occitanos: A. Comunas de língua occitana, de acordo com a lei n.º 482/1999; B. Comunas parcialmente de língua occitana, de acordo com a lei n.º 482/1999; C. Comunas dos vales occitanos que não são de língua occitana, de acordo com a lei n.º 482/1999; D. Comunas de língua arpitana, de acordo com a lei n.º 482/1999; E. Comunas de língua francesa, de acordo com a lei n.º 482/1999; F. Comunas italianas do Marquesado de Dolceacqua e de outras dependências do Condado de Nice; G. Limite aproximado dos vales occitanos; H. Limite da língua occitana, de acordo com o IRES Piemonte; I. Limite da língua occitana, de acordo com o IEO; J. Limite norte da área brigasco-roiasca; K. Limite aproximado da língua occitana; L. Limite aproximado do antigo occitano; M. Limite do Condado de Nice; N. Limite do antigo departamento dos Alpes-Maritimes (1793-1814); O. Limite da antiga província de Nice (1859-1860); P. Limite oriental da não-ditongação; Q. Limite oriental de /bew/ vs /biw/.

Os vales occitanos (em occitano: valadas occitanas; em francês: vallées occitanes; em italiano: valli occitane) referem-se ao território de língua occitana, na sua variante vivaroalpina, situado a sul dos alpes, nas regiões italianas do Piemonte e da Ligúria. Eles constituem, juntamente com a comuna de Guardia Piemontese, a parte da Occitânia situada na Itália. A região corresponde ao lado oriental dos alpes do sul, na Itália, e está intimamente relacionada ao pays gavot no lado oeste, na França. 
De acordo com a lei n.º 482/1999 do Parlamento Italiano, as minorias linguísticas, dentre as quais se inclui o occitano no território dos vales, estão sujeitas a um estatuto de proteção. A classificação linguística dos vales é controversa; o resultado da lei baseia-se nas declarações dos diferentes conselhos municipais, enquanto que algumas fontes científicas a disputam com base em investigações levadas a cabo entre o século XIX e XX.
Segundo as estatísticas do IRES Piemonte, o occitano vivaroalpino é conhecido por 49,4% da população dos vales. Este número é o resultado de um inquérito conduzido por telefone em língua italiana, portanto, não reflete o nível real de competência linguística em occitano. Todos os moradores sabem, no entanto, o italiano e, de acordo com a mesma sondagem, 65,1% deles também falam piemontês.

## Língua occitana
O dialeto occitano característico da região é o vivaroalpino. Este dialeto se estende dos vales occitanos, a leste, até Yssingeaux, a oeste. Ele também é falado em Guardia Piemontese e nos vales valdenses. 

## População
A população desses vales foi estimada, em 2013, em 174.476 habitantes, dos quais 47.000 possuem competências ativas na língua occitana e 21.000 competências passivas.

## Composição do território
Por si só, os vales occitanos não constituem nenhuma entidade ou coletividade territorial, sendo compartilhados pelas regiões italianas do Piemonte (províncias de Turim e de Cuneo) e da Ligúria (província de Impéria).
Eles são compostos pelos seguintes tipos de vilas e comunas, de acordo com a lei n.º 482/1999:
1: comunas que declararam pertencer à minoria histórico-linguística occitana;
2: comunas que declararam pertencer à minoria histórico-linguística francesa.

### Província de Turim
| Vale de Susa      |                    |                |
| Nome italiano     | Nome francês       | Nome occitano  |
| Bardonecchia1     | Bardonnèche        | Bardonescha    |
| Cesana Torinese1  | Césane             | Cesanna        |
| Chiomonte1        | Chaumont-sur-Doire | Chaumont       |
| Claviere1         | Clavières-sur-Suse | Las Clavieras  |
| Esille1           | Exilles            | Insilha        |
| Ulzio1,2          | Oulx               | Ors            |
| Salabertano1      | Salbertrand        | Salbertrand    |
| Salice di Cesana1 | Sauze de Césane    | Saouze Cesanna |
| Salice d'Ulzio1   | Sauze d'Oulx       | Saouze d'Ols   |
| Sestriere1        | Sestrières         | Sestrieras     |

| Vale do Chisone        |                          |                       |
| Nome italiano          | Nome francês             | Nome occitano         |
| Fenestrelle1,2         | Fénestrelle              | Finistrèlas           |
| Inverso Pinasca1,2     | Envers-de-Pinache        | L'Envèrs de Pinascha  |
| Perosa Argentina1,2    | Pérouse-les-Mines        | Peirosa               |
| Pinasca1,2             | Pinache                  | Pinascha              |
| Pomaretto1,2           | Pomaret                  | Pomaret               |
| Porte1                 | Porte-sur-Cluson         | Las Pòrtas            |
| Pramollo1,2            | Pramol                   | Praamòl               |
| Pragelato1             | Pragelas                 | Prajalats             |
| Roreto1,2              | Roure-sur-Cluson         | Roure                 |
| San Germano Chisone1,2 | Saint-Germain-sur-Cluson | Sant German de Cluson |
| Usseoso1,2             | Usseaux                  | Usseaus               |
| Villar Perosa1,2       | Grand-Villars            | Lhi Vialars           |

| Vale Germanasca    |                   |               |
| Nome italiano      | Nome francês      | Nome occitano |
| Massello1          | Massel            | Massèl        |
| Perrero1,2         | Le Perrier        | Perier        |
| Prali1             | Praly             | Praal         |
| Salza di Pinerolo1 | Salze-de-Pignerol | Salso         |

| Região de Pinerolo       |                          |                   |
| Nome italiano            | Nome francês             | Nome occitano     |
| Campiglione-Fenile       | Campion                  | Campilhon e Fenil |
| Cantalupa                | Chantelouve-sur-Notie    | Chantaloba        |
| Frossasco                | Frosasque                | Frousasc          |
| Pinerolo                 | Pignerol                 | Pineròl           |
| Prarostino1              | Prustin                  | Prarustin         |
| Roletto                  | Rolet                    | Rolei             |
| San Pietro Val Lemina    | Saint-Pierre-sur-Lemne   | Sant Pèire        |
| San Secondo di Pinerolo1 | Saint-Second-de-Pignerol | Sant Second       |

| Vale de Pellice         |                        |                   |
| Nome italiano           | Nome francês           | Nome occitano     |
| Angrogna1,2             | Augrogne               | Engruegna         |
| Bibiana1,2              | Bibianne               | Bibiana           |
| Bricherasio1            | Briqueras              | Bricairàs         |
| Bobbio Pellice1,2       | Bobie                  | Buebi             |
| Luserna San Giovanni1,2 | Saint-Jean-de-Louserne | Lusèrna Sant Joan |
| Lusernetta1             | Lousernette            | Luserneta         |
| Rorà1                   | Rorat                  | Rourà             |
| Torre Pellice1,2        | La Tour-de-Pélis       | La Toure de Pèlis |
| Villar Pellice1,2       | Peuillars              | Lo Vilar de Pèlis |

### Província de Cuneo
| Planície Padana  |                 |               |
| Nome italiano    | Nome francês    | Nome occitano |
| Barge1           | Barges-sur-Brac | Barge         |
| Bagnolo Piemonte | Bagnol          | Banhuel       |
| Envia1           | Envie           | Envìe         |
| Revello1         | Revel-sur-Brac  | Revèl         |

| Vale do Pó    |                       |               |
| Nome italiano | Nome francês          | Nome occitano |
| Brondello1    | Brondel               | Broundel      |
| Castellar1    | Castélar              | Lo Castelar   |
| Crissolo1     | Crusol                | Criçòl        |
| Gambasca1     | Gambasque             | Gambasca      |
| Martiniana Po | Martignan             | Martinhana    |
| Oncino1       | Oncin                 | Ouncin        |
| Ostana1       | Ostane                | Oustano       |
| Paesana1      | Paysane               | Paisana       |
| Pagno1        | Pagne                 | Panh          |
| Rifreddo      | Rifrey                | Rifret        |
| Sanfronte1    | Saint-Front-sur-Vésul | Sanfrount     |

| Vale do Varaita |                          |                     |
| Nome italiano   | Nome francês             | Nome occitano       |
| Bellino1        | Bellin                   | Blins               |
| Brossasco       | Brosasque                | Brossasch           |
| Casteldelfino1  | Château-Dauphin          | Chastèldalfin       |
| Frassino1       | Fraysses                 | Fràise              |
| Isasca1         | Isasque                  | Izascho             |
| Melle1          | Melle-sur-Varache        | Lou Mèl             |
| Piasco          | Alpiasc                  | Lou Piasc           |
| Pontechianale1  | Ponchanal                | Lo Pont e La Chanal |
| Rossana         | Rossane                  | Rousano             |
| Sampeire1       | Saint-Pierre-sur-Varache | San Pèire           |
| Valmala1        | Vaumâle                  | Valmala             |
| Venasca1        | Vénasque-sur-Varache     | Venascha            |

| Vale do Macra         |                           |                      |
| Nome italiano         | Nome francês              | Nome occitano        |
| Acceglio1             | Acceil                    | Acelh                |
| Busca                 | Busque-sur-Maicre         | Buscha               |
| Canosio1              | Canoueilles               | Chanuelhas           |
| Cartignano1           | Cartignan                 | Cartinhan            |
| Celle di Macra1       | Celle-sur-Maicre          | Cèlas                |
| Dronero1              | Dronier                   | Draonier             |
| Elva1                 | Helve                     | Elvo                 |
| Macra1                | Maicre                    | L'Arma               |
| Marmora1              | Marmol                    | La Marmol            |
| Prazzo1               | Praz                      | Pratz                |
| Roccabruna1           | Roquebrune                | La Ròcha de Draonier |
| San Damiano Macra1    | Saint-Damian-sur-Maicre   | San Dümian           |
| Stroppo1              | Strop                     | Estròp               |
| Villar San Constanzo1 | Saint-Constance-le-Villar | Vilar San Coustans   |

| Vale Grana          |                   |               |
| Nome italiano       | Nome francês      | Nome occitano |
| Bernezzo1           | Bernez            | Bernès        |
| Caraglio1           | Carail            | Carài         |
| Castelmagno1        | Château-Magne     | Chastèlmanh   |
| Cervasca1           | Servasque         | Servascha     |
| Montemale di Cuneo1 | Montomal          | Mountomal     |
| Monterosso Grana1   | Bourgat           | Mountròs      |
| Pradleve1           | Pradlèves         | Pradleves     |
| Valgrana1           | Valgran           | Vergrana      |
| Vignolo1            | Vignol-sur-Granne | Vinhòl        |

| Vale do Stura  |                 |               |
| Nome italiano  | Nome francês    | Nome occitano |
| Aisone1        | Ison            | Aizoun        |
| Argentera1     | L'Argentière    | L'Argentiera  |
| Demonte1       | Démont          | Demount       |
| Gaiola1        | Gaillou         | Gaiòla        |
| Moiola1        | Moillou         | Moiòla        |
| Pietraporzio1  | Peilaporc       | Pèirapuerc    |
| Rittana1       | Ritane          | Ritana        |
| Roccasparvera1 | Roquesparvière  | La Ròca       |
| Sambuco1       | Sambucque       | Sambuc        |
| Valloriate1    | Valaurat        | Valàuria      |
| Vinadio1       | Vinay-sur-Sture | Vinai         |

| Vale do Gesso       |                   |                      |
| Nome italiano       | Nome francês      | Nome occitano        |
| Borgo San Dalmazzo1 | Saint-Dalmasbourg | Lo Borg Sant Dalmatz |
| Entracco1           | Entracque         | Antràigue            |
| Roaschia1           | Rouase            | Rouascha             |
| Roccavione1         | Rocavion          | Rocavion             |
| Valdieri1           | Vaudier           | Vudier               |

| Vale do Vermenagna |                     |               |
| Nome italiano      | Nome francês        | Nome occitano |
| Limone Piemonte1   | Limon-sur-Vermegnan | Limon         |
| Robilante1         | Robilant            | Roubilant     |
| Vernante1          | Vernant             | Lo Vernant    |

| Vale da Bisalta  |                 |               |
| Nome italiano    | Nome francês    | Nome occitano |
| Boves1           | Boves-sur-Colay | Bueves        |
| Chiusa di Pesio1 | L'Écluse-de-Pez | La Chuza      |
| Peveragno1       | Povragne        | Poranh        |

| Região de Mondovì   |                        |                 |
| Nome italiano       | Nome francês           | Nome occitano   |
| Frabosa Soprana1    | Frabause               | Frabosa Sobrana |
| Frabosa Sottana1    | Frabause               | Frabosa Sotana  |
| Roburento1          | Roburent               | Roburent        |
| Roccaforte Mondovì1 | Roquefort-près-Mondovy | Ròcafòrt        |
| Villanova Mondovì1  | Villeneuve-de-Mondovy  | Vilanòva        |

| Vale do Tanaro |              |               |
| Nome italiano  | Nome francês | Nome occitano |
| Briga Alta     | Haute-Brigue | La Briga Auta |
| Ormea          | Ormée        | Olmea         |

### Província de Impéria
| Zona Roiasca         |                          |               |
| Nome italiano        | Nome francês             | Nome occitano |
| Olivetta San Michele | Saint-Michel-d'Aurivette | Auriveta      |
| Triora               | Triaure                  | Triuera       |

| Antiga província de Nice |                           |                   |
| Nome italiano            | Nome francês              | Nome occitano     |
| Airole                   | Aréole                    | Airòla            |
| Apricale                 | Avrigarie                 | Avrigar           |
| Aquila di Arroscia       | Aigues-sur-Arautie        | Aiga d'Arrosch    |
| Armo                     | Army                      | Almu              |
| Aurigo                   | Aurigue                   | Aorigo            |
| Badalucco                | Badalouc                  | Badaluch          |
| Bajardo                  | Baiarde                   | Baiàlh            |
| Bordighera               | Bordiguère                | La Bordiguiera    |
| Borghetto d'Arroscia     | Bourg-sur-Arautie         | Lo Borg d'Arrosch |
| Borgomaro                | Bourmare                  | Borgumà           |
| Camporosso               | Camproux                  | Camproge          |
| Caravonica               | Caironique                | Cairònech         |
| Carpasio                 | Carpase                   | Carpash           |
| Castellaro               | Castélar                  | Castèlia          |
| Castelvittorio           | Castelle                  | Lo Castèl         |
| Ceriana                  | Cériane                   | Cerianna          |
| Cervo                    | Cerve                     | Cèrvo             |
| Cesio                    | Césy                      | Ceshì             |
| Chiusanico               | Clusanic                  | Chuzànego         |
| Chiusavecchia            | Vieille-Écluse            | Chuzavièlh        |
| Cipressa                 | Ciprès                    | Ciprès            |
| Civezza                  | Civétie                   | Civèsa            |
| Cosio di Arroscia        | Cosy-sur-Arautie          | Coshe             |
| Costarainera             | Côteranier                | La Còsta          |
| Diano Arentino           | Diany                     | Dian              |
| Diano Castello           | Diany                     | Dian              |
| Diano Marina             | Diany                     | Dian              |
| Diano San Pietro         | Diany                     | Dian              |
| Dolceacqua               | Douçaigue                 | Doçaiga           |
| Imperia                  | Impérie                   | Impèria           |
| Isolabona                | Bonille                   | Bonisla           |
| Lucinasco                | Lucinasque                | Lucinasch         |
| Mendatica                | Mendaigue                 | Mendaiga          |
| Molini di Triora         | Moulins-de-Triaure        | Molins de Triuera |
| Montalto Ligure          | Montaut-en-Ligurie        | Mountauto         |
| Montegrosso Pian Latte   | Mongros                   | Moungròs          |
| Ospedaletti              | Opitalette                | Espitaleta        |
| Perinaldo                | Périnaud                  | Preinaud          |
| Pietrabruna              | Pièrrune                  | Pèiruna           |
| Pieve di Teco            | Cêves                     | La Cève           |
| Pigna                    | Pigne                     | Pinha             |
| Pompeiana                | Pompéenne                 | Pompeiana         |
| Pontedassio              | Ponsattie                 | Pontedàse         |
| Pornassio                | Pournasce                 | Purnasce          |
| Prelà                    | Prélat                    | Prelà             |
| Ranzo                    | Rancy-sur-Arautie         | Rànso             |
| Rezzo                    | Rez                       | Rès               |
| Riva Ligure              | Rive-en-Ligurie           | La Riva           |
| Roccheta Nervina         | Nervine                   | Nuervina          |
| San Bartolomeo al Mare   | Saint-Barthélemy-sur-Mer  | Sant Bartelame    |
| San Biagio della Cima    | Saint-Blaise-sur-Verbonne | Sant Blai         |
| San Lorenzo al Mare      | Saint-Laurent-la-Côte     | Sant Laurenç      |
| Sanremo                  | Saint-Rème                | Sant Rémol        |
| Santo Stefano al Mare    | Saint-Étienne-sur-Mer     | Sant Estève       |
| Seborga                  | Sébourg                   | La Sebòrga        |
| Soldano                  | Soldan                    | Soldan            |
| Taggia                   | Tagie                     | Tàgia             |
| Terzorio                 | Tréseure                  | Lo Tresseu        |
| Vallebona                | Valbonne-sur-Borguet      | Valabona          |
| Vallecrosia              | Vaucroix                  | Valacrotz         |
| Vasia                    | Vasie                     | Vasia             |
| Ventimiglia              | Vintimille                | Ventemilha        |
| Vessalico                | Vésalique                 | Vesarco           |
| Villa Faraldi            | Faraudille                | La Vila Faròdi    |